# ميثاق باريس الاقتصادي
كان ميثاق باريس الاقتصادي اتفاقية اقتصادية دولية عُقدت في مؤتمر باريس الاقتصادي، الذي عُقد في 14 يونيو 1916. وضمّ هذا الاجتماع، الذي عُقد في ذروة الحرب العالمية الأولى، ممثلين عن دول الحلفاء: المملكة المتحدة، وفرنسا، وإيطاليا، واليابان، وروسيا.
كان الهدف من الاتفاقية عزل قوى المركز: الإمبراطورية الألمانية والإمبراطورية النمساوية المجرية والإمبراطورية العثمانية ومملكة بلغاريا. وقد خططت دول الحلفاء لعزلها من خلال فرض عقوبات تجارية بعد الحرب. وتم إنشاء هيئة دائمة، هي اللجنة الدولية الدائمة للعمل الاقتصادي، ومقرها باريس، لمراقبة تنفيذ الاتفاقية.
كان الاتفاق مثار قلق كبير للحكومة الأمريكية، بقيادة الرئيس وودرو ويلسون، التي رأت أن استمرار تجزئة أوروبا يشكل خطرًا لاستمرار الصراع. طلب وزير الخارجية الأمريكي روبرت لانسينغ من موظفي السفارة الأمريكية في باريس مراقبة الإجراءات (لم تكن الولايات المتحدة قد دخلت الحرب بعد ولم تكن من الحلفاء). كانت القضية التي تثير القلق الرئيسي للولايات المتحدة هي أن الاتفاق تضمن مخططات لدعم وملكية الحكومة للمؤسسات الصناعية وتقسيم الأسواق الأوروبية للمشاركين في الاتفاق.
كانت نتائج المؤتمر الاقتصادي بمثابة نذير للصراع بين الولايات المتحدة وحلفائها خلال مؤتمر باريس للسلام عام 1919.
إن الاهتمام السابق للحكومة الأميركية بهذا الاتفاق لا يزال متحجراً في القانون الأميركي، في العنوان 19، القسم 1332 (ج)، الذي يمنح لجنة التجارة الدولية الأميركية "السلطة للتحقيق في اتفاق باريس الاقتصادي والمنظمات والترتيبات المماثلة في أوروبا".

## روابط خارجية
- العنوان 19 من كود الولايات المتحدة المادة 1332
- (بالفرنسية)"French Diplomatic History Website". مؤرشف من الأصل في 2012-04-06. اطلع عليه بتاريخ 2009-06-05.{{استشهاد ويب}}:  صيانة الاستشهاد: مسار غير صالح (link)